# Vladimir Hakobján
Vladimir Hakobján (örményül Վլադիմիր Հակոբյան; a Szovjetunió idején neve oroszul: Владимир Эдуардович Акопян / Vlagyimir Eduardovics Akopjan; a nemzetközi szakirodalomban Vladimir Akopian) (Baku, 1971. december 7. –) örmény sakkozó, nagymester, háromszoros olimpiai bajnok, sakkcsapat világbajnok, egyéni világbajnoki döntős, U16 és U18 ifjúsági világbajnok, U20 junior világbajnok, kétszeres örmény bajnok. A nemzetközi irodalomban nevének orosz verziójának átiratait használják.
Levon Aronján mellett az örmény sakkozás második legeredményesebb alakja volt az 1990-es és 2000-es években. 1999-ben a FIDE-sakkvilágbajnokság döntőse volt, de alulmaradt Alekszandr Halifmannal szemben.
2015. májusban 2647-es Élő-pontszámmal rendelkezett, ez a FIDE világranglistáján a 112. helyet jelentette. Korábban Hakobján állt már a 11. helyen is (2003. januárban, 2703 ponttal). Legmagasabb eddigi Élő-pontszáma 2713, ezt először 2006. júliusban érte el. Rapidsakkban a pontszáma 2684, villámsakkban 2654.

## Korai évei
Ötévesen tanult meg sakkozni apjától, aki a Jereváni Műszaki Egyetem tanára volt. Nyolcéves korában vett részt az első sakkversenyen, amit rögtön 100%-os teljesítménnyel nyert meg. 14 éves korában megnyerte a 16 éven aluliak korosztályos világbajnokságát, ekkor került Botvinnik sakkiskolájába. 1986-ban 16 évesen második ifjúsági világbajnoki címét szerezte, amikor a 18 éven aluliak versenyén is diadalmaskodott. 1991-ben elnyerte az U20 korosztály számára kiírt junior korosztályos világbajnoki címet is.

### Nagymester
1991-ben megnyerte a Buenos Airesben rendezett nemzetközi versenyt, majd áprilisban Nikšićben túlteljesítve a normát kapta meg a nemzetközi nagymesteri címet. 1992-ben, miután megnyerte az erős beér-sevai nagymesterversenyt, lépte át a 2600-as Élő-pontszámot. 1992-ben második helyezést ér el Dos Hermanasban, ugyanígy második 1993-ban Szentpéterváron. 1994-ben holtversenyes 3. helyezést ér el Tilburgban, és holtversenyben az élen végez Szentpéterváron, és a 2. helyet szerzi meg a Petroszjan-emlékversenyen Jerevánban.
1995-ben a világranglista 13. helyére került. Ebben az évben holtversenyben a 3–4. helyen végzett Leónban, és a 2. helyet szerezte meg Örményország bajnokságán.
1996-ban első helyen végzett az Ubedában rendezett versenyen, Örményország bajnokságán és Berlinben, Vendrellben a 3. lett.
Ekkor kissé visszaesett a játéka, és nem sikerült eredményesen szerepelnie nagyobb versenyeken. 1997-ben és 1998-ban csupán egy-egy alkalommal sikerült dobogóra kerülnie: Madridban holtversenyben a 3–4. helyen végzett, New Yorkban 2. lett.
1999-ben lendült ismét kiváló formába. Három nagy versenyen is az első helyen végzett. Februárban Cappelle la Grandében, majd májusban Dubajban és júniusban Philadelphiában.

### Világbajnoki döntős
Először az 1996-os FIDE-sakkvilágbajnokság küzdelemsorozatában indulhatott, és az 1993-ban Bielben rendezett zónaközi versenyen a 74 induló között a 47. helyet szerezte meg.
Az 1995-ös klasszikus sakkvilágbajnokság keretében 1993-ban Groningenben rendezett kvalifikációs versenyen a 39. helyen végzett.
Az 1998-as FIDE-sakkvilágbajnokság 1997-ben rendezett egyenes kieséses szakaszában a 4. körig jutott. Az 1. fordulóban kiemelt volt, a 2. fordulóban 1,5–0,5-re győzött Thomas Luther ellen, aki az előző körben Portisch Lajost ütötte el a továbbjutástól. A 3. fordulóban többszöri rájátszás után győzött Rafael Vaganjan ellen, és csak a 4. fordulóban maradt alul 1,5–0,5 arányban Alekszej Sirovval szemben.
1999-ben bejutott a FIDE kieséses sakkvilágbajnoksága döntőjébe. Ehhez az első körben Maia Csiburdanidzét, a női exvilágbajnokot győzte le 1,5–0,5 arányban, majd Rogelio Antonio jr. és Jevgenyij Barejev ellen győzött 2,5–1,5-re, és a 4. körben Kiril Georgiev 1,5–0,5 arányú legyőzése után jutott a legjobb nyolc versenyző közé. A negyeddöntőben Szergej Movszeszjan ellen 2,5–1,5-re, az elődöntőben az angol Michael Adams ellen 2,5–0,5-re győzött, és a világbajnoki címért mérkőzhetett a másik ágon döntőbe jutott Alekszandr Halifmannal. A döntőben azonban 3,5-2,5 arányban vereséget szenvedett.
A 2000-es FIDE-sakkvilágbajnokságon kiemeltként indult, de már első mérkőzésén, a második körben kiesett, miután 1,5–0,5 arányú vereséget szenvedett Alekszej Alekszandrovtól.
A 2004-es FIDE-sakkvilágbajnokságon ismét jól szerepelt. Az előmérkőzéseken mindannyiszor 1,5–0,5 arányban győzött: az első körben José González García, a másodikban Utut Adianto, a harmadikban Alekszandr Mojszejenko, a negyedikben Michał Krasenkow ellen. A negyeddöntőben az a Michael Adams búcsúztatta, akit az 1999-es elődöntőben legyőzött, és aki ezúttal a döntőig jutott, és csak ott maradt alul.
A 2007-es sakkvilágkupán, amely a világbajnokságért folyó küzdelemsorozat kvalifikációs versenyének számított, a 4. körig jutott, miután az 1. fordulóban 2,5–1,5-re győzött az üzbég Filippov ellen, a 2. körben 1,5–0,5-re nyert Ghaem Magebi ellen, a 3. körben ugyanilyen arányban Vlagyimir Malahov ellen. A nyolcaddöntőben attól az Alekszej Sirovtól szenvedett 1,5–0,5 arányú vereséget, aki később a döntőig jutott.
A 2011-es és a 2013-as világkupán már az első körben búcsúzni kényszerült.

### További versenyeredményei
2001-ben holtversenyben az első helyen végzett Bad Wiesseeben, Enghien les Bains-ban és Ubedában. 2002-ben a döntőig jutott a FIDE Grand Prix rapidversenyén Moszkvában, és csak fél pontra maradt le az élen végzőktől az Aeroflot versenyén.
Ezután visszaesés következett be a játékában, nagy versenyeken nem ért el kiemelkedő eredményt. 2005-ben azonban ismét visszatért a világ élvonalába. Holtversenyben az első helyen végzett az Aeroflot versenyén Moszkvában, holtversenyben a 2. helyet szerzi meg Amszterdamban.
2007-ben egyedüli elsőséget szerez a Gibtelecom Masters versenyén Gibraltárban. 2009-ben holtversneyben Lékó Péterrel a 2–3. helyen végzett Levon Aronján mögött Nalcsikban a FIDE Grand Prix-versenyen.
2012-ben a 13. egyéni Európa-bajnokságon 400 induló között holtversenyben a 2. helyen végzett. Ugyancsak 400 induló között lett holtversenyben első Albenán és fél ponttal a győztesek mögött holtversenyben harmadik a Csigorin-emlékversenyen Szentpéterváron.

## Csapateredményei

### Sakkolimpiák
1992–2014 között 11 sakkolimpián vett részt Örményország válogatott csapatának tagjaként, amelyeken csapatban három arany (2006, 2008, 2012) és három bronzérmet szereztek (1992, 2002, 2004). Akopjan egyéniben ezen felül még egy aranyérmet (2008) és két ezüstérmet (2002, 2012) nyert.

### Sakkcsapat világbajnokság
1993–2015 között nyolc alkalommal szerepelt az örmény válogatottban a sakkcsapat világbajnokságon, amelyeken csapatban egy arany (2011), és négy bronzérmet (1997, 2001, 2005, 2015) szerzett, emellett egyéniben még egy arany (2001), két ezüst (1993, 2011) és egy bronzérmet nyert (2010).

### Európa-bajnokság
1992–2013 között hét alkalommal volt az örmény válogatott tagja a sakkcsapatok Európa-bajnokságán, amelyeken csapatban egy ezüst (2007) és egy bronzérmet (1997), egyénileg egy bronzérmet szerzett (2011).

### Klubcsapatok Európa Kupája
1995–2010 között különböző klubcsapatokban szerepelt a Klubcsapatok Európa Kupájában. 1995-ben a Yerevan csapatával első helyezést értek el, 2007-ben az Iral Sverdlovsk region csapatával, 2009-ben a MIKA Yerevan csapatával ezüstérmet szereztek, míg 2006-ban az Ural Sverdlovsk region csapatával bronzérmesek lettek. Egyéni teljesítménye alapján 2003-ban az SK Alkaloid Skopje csapatában az első táblán játszva aranyérmes lett, míg 2008-ban a CA Magic Méria csapatában a 4. táblán játszva a 2. legjobb eredményt érte el.

### Orosz Premier Liga
Az Orosz premier Ligában 2002–2008 között különböző csapatokkal ért el kiváló eredményt. Első helyen végzett 2002-ben a Ladya Kazan, 2004-ben az ShK Tomsk, 2006-ban és 2008-ban az Ural Sverdlovsk region csapatával. Ez utóbbi csapattal 2005-ben és 2007-ben a 2. helyen végzett. Egyéni teljesítménye 2007-ben tábláján a mezőnyben a legjobb, 2002-ben, 2004-ben és 2005-ben a 2., 2008-ban a 3. legjobb volt.

## Néhány nevezetes játszmája
- Vladimir Akopian vs Kiril D Georgiev, FIDE-világbajnokság, Las Vegas (USA) 1999. Vezérindiai védelem, Kaszparov–Petroszjan-változat, Romanyisin-támadás (E12), 1–0
- Junior (számítógép) vs Vladimir Akopian, SuperGM 2000. Owen-védelem (B00), 1/2–1/2
- Vladimir Akopian vs Garry Kasparov, Oroszország–Világválogatott mérkőzés, 2002. szicíliai védelem, Nyezsmetgyinov–Rossolimo-támadás (B30), 1–0
- Alexey Korotylev vs Vladimir Akopian, Aeroflot Open 2006. Benoni védelem, klasszikus változat (A70), 0–1